# 브리트니 콕스
브리트니 콕스(영어: Britteny Cox, 1994년 9월 29일~)는 오스트레일리아의 프리스타일 스키 선수로 주 종목은 모굴이다. 2010년 동계 올림픽부터 올림픽에 참가하였으며, 당시 여자 모굴 선수로서는 최연소 선수로 참가했다.